# Paludamentum

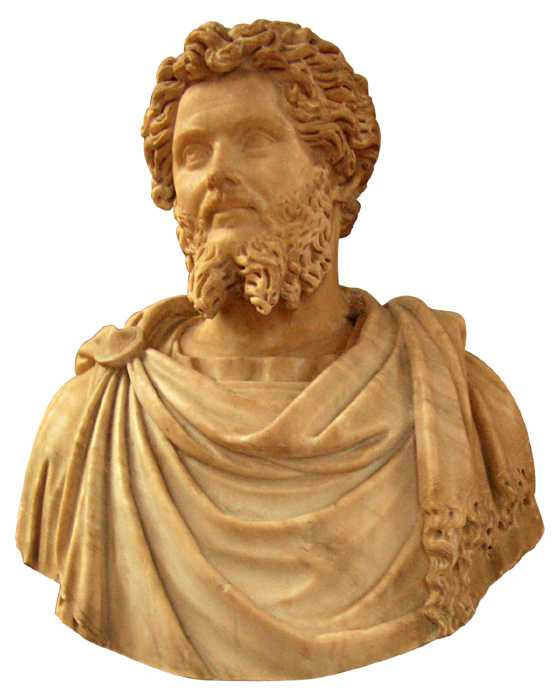
Buste de Septime Sévère portant le la.

Le paludamentum, terme latin, est le manteau de couleur pourpre que portaient les empereurs romains.
Assimilable à une cape, et proche de la chlamyde grecque, il est retenu à l'épaule par une fibule dont la forme et la taille varient selon les époques.
De vêtement distinctif des généraux de la République, tels les légats de légion, ce n'est que progressivement qu'il devient une régalia de l'Auguste affirmant ses prérogatives de chef des armées.
En 36 av. J.-C., Octavien, alors triumvir nouvellement nommé tribun de la plèbe, en limite le port aux sénateurs. A son avènement, en 14 ap. J-C., son successeur Tibère s'empresse de renouveler l'interdiction.
Le paludamentum a été adopté dans l'iconographie impériale à partir de la fin de la République. On le retrouve sur les modèles d'empereur nu athlétique reposant sur l'épaule gauche. Ce type de statue devient un des canevas favoris des sculpteurs romains à l'époque.

### Sources
1. ↑  Varron, De lingua latina, L, 7, 37.
2. ↑  Dion Cassius, Histoire romaine, XLIX, 16, 1.
3. ↑  Dion Cassius, Histoire romaine, LVII, 13, 5.
4. ↑  Collectif, L'empereur romain, un mortel parmi les dieux, Nîmes, Musée de la Romanité - Ville de Nîmes, 2021, 240 p. (ISBN 9782957178407), p160